# نظرية الخلية

خلية بدائية النواة.

تشير نظرية الخلية أو النظرية الخلوية إلى فكرة أن الخلايا هي الوحدة الأساسية في تركيب كل شيء حي. وضع هذه النظرية كان بفضل التقدم في الفحص المجهري في منتصف القرن السابع عشر. هذه النظرية هي واحدة من أسس علم الأحياء. النظرية تقول أن الخلايا الجديدة تتشكل من الخلايا الأخرى القائمة، والخلية هي الوحدة الأساسية في التركيب والوظيفة لدى جميع الكائنات الحية.

## التاريخ
اكتشفت الخلية لأول مرة على يد روبرت هوك في 1665. درس شرائح رقيقة جداً من الفلين وشاهد عددا كبيرا من المسام الصغيرة التي تشبه خلية النحل. وبسبب هذا التشابه، أسماها خلية. ومع ذلك، لم يكن هوك يعرف حقيقية بنية الخلية أو وظيفتها. وقد نشر ملاحظاته عن الخلية (التي هي في الواقع جدران خلايا غير حية) في كتابه Micrographia. ملاحظاته عن الخلية لم تشر إلى النواة والأجزاء العضوية الموجودة في أغلب الخلايا الحية.

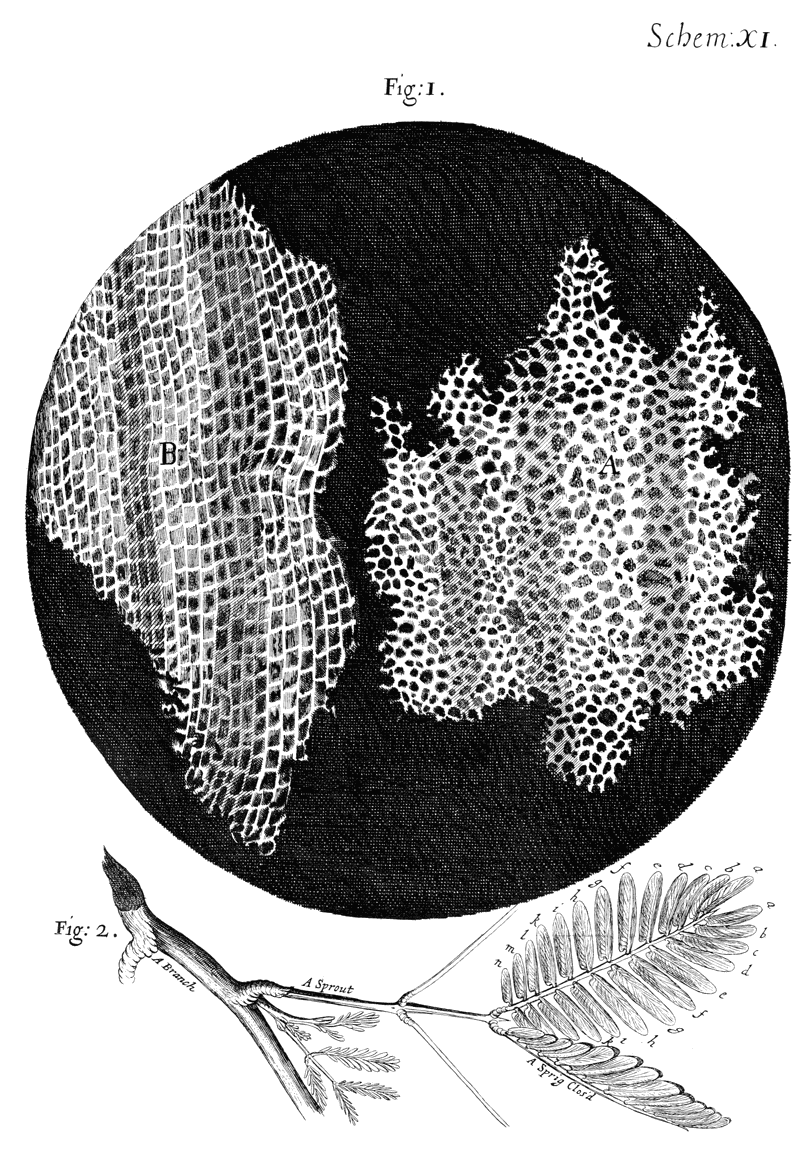
تركيب خلية نباتية.

كان انطوني فان ليفينهوك Antonie van Leeuwenhoek أول رجل يشاهد الخلايا الحية تحت المجهر، وهو الذي وصف في عام 1674 طحالب Spirogyra، وقام بتسمية الكائنات الدقيقة المتحركة، وهذا يعني «الحيوانات الدقيقة». كما شاهد ليفينهوك ربما البكتيريا. نظرية الخلية كانت مقارنة لنظريات المذهب الحيوي التي اقترحت قبل اكتشاف الخلية.
اقترح لادوف كريستيان تريفينوس Ludolph Christian Treviranus ويوهان جاكوب بول ملدنويرJohann Jacob Paul Moldenhawer فكرة ان الخلايا عبارة عن وحدات منفصلة، ما أدى في النهاية إلى وضع أحد المباديء الرئيسية في نظرية الخلية الحديثة عندما أعلن هنري دوترشت Henri Dutrochet أن «هذه الخلية هي عنصر أساسي من عناصر تنظيم».

## المؤسسين
ملاحظات هوك، وليفينهوك، وشلايدن، وشوان، ورودولف فيرشو، وغيرها أدت إلى وضع نظرية الخلية. نظرية الخلية المقبولة على نطاق واسع هي تفسير للعلاقة بين الخلايا والكائنات الحية. نظرية الخلية تنص على ما يلي: 
- جميع الكائنات الحية تتكون من واحد أو أكثر من الخلايا.
- الخلايا هي الوحدات الأساسية في التركيب والوظيفة في الكائنات الحية.
- والخلايا تنتج خلايا جديدة من الخلايا الموجودة.

نظرية الخلية صحيحة بالنسبة لجميع الكائنات الحية، مهما كانت كبيرة أو صغيرة، بسيطة أو معقدة. إذ إنه وفقا للبحوث، فإن الخلية عنصر مشترك بين جميع الكائنات الحية، فإنها يمكن أن تقدم معلومات عن كل أشكال الحياة. ولأن جميع الخلايا تنتج من خلايا أخرى، يمكن للعلماء بدراسة الخلايا للتعرف على النمو والتكاثر، وسائرالمهام التي تؤديها الكائنات الحية المهام التي تؤديها. بالإمكان الاطلاع ودراسة جميع أنواع الكائنات الحية، من خلال التعرف على الخلايا وكيفية عملها.

### تفسير الكلاسيكي
جميع الكائنات الحية تتكون من واحد أو أكثر من الخلايا. 
الخلايا هي الوحدة التركيبية والوظيفية الأساسية. 
كل الخلايا تنتج من الخلايا الموجودة من قبل. 
الخلية هي وحدة التركيب، والفيزيولوجيا، والتنظيم في الكائنات الحية. 
تحتفظ الخلية بوجود مزدوج حيث أنها كيان قائم بذاته ولبنة في بناء الكائنات.

### التفسير الحديث
الافتراضات المقبولة عموما من نظرية الخلية الحديثة ما يلي:
- الخلية هي الوحدة الأساسية في التركيب والوظيفة في الكائنات الحية.
- كل الخلايا تنتج من الخلايا السابقة من قبل عن طريق الانقسام الخلوي.
- تدفق الطاقة (الأيض والكيمياء الحيوية) يحدث داخل الخلايا.
- تحتوي الخلايا على معلومات وراثية (الحمض النووي DNA) التي تنتقل من خلية إلى أخرى خلال انقسام الخلايا
- كل الخلايا لها تتفق في أساس التركيب الكيميائي.
- جميع الكائنات الحية التي نعرفها مكونة من خلايا.
- بعض الكائنات أحادية الخلية، وهي تتألف من خلية واحدة فقط.
- البعض الآخر متعدد الخلايا، ويتألف من عدد من الخلايا.
- نشاط الكائن الحي يعتمد على مجموع نشاط خلايا مستقلة.

### الاستثناءات
ينظر البعض إلى الفيروسات على أنها كائنات حية، إلا أنها ليست مكونة من خلايا. تظهر الفيروسات الكثير من سمات الحياة، ولكن لا ينطبق عليها تعريف الكائنات الحية، لذلك فهي كائنات غير حية.
الميتوكوندريا واليخضور لها مادة الوراثية الخاصة بها، وتقوم بإعادة تكوينه بشكل مستقل عن بقية أجزاء الخلية.

### أنواع الخلايا
يمكن تقسيم الخلايا إلى الفئات الفرعية التالية:
الخلايا بدائية النواة (Prokaryotes cell) ليس لها غشاء خلوي: لأنها تحوي، إضافة إلى الهيولى، منطقة كثيفة ذات شكل غير منتظم، تسمى المنطقة النووية، إذ تفتقد هذه الخلايا لغشاء فاصل بين الهيولي والمنطقة النووية التي تحوي الحَمْن (أي المادة الوراثية)، وهو الفرق الرئيسي بين الخلايا البدائية النوى والخلايا الحقيقية النوى. من أمثلته الكائنات وحيدة الخلية ذات النواة البدائية وهي: العتائق والبكتيريا والطحالب الزرقاء المخضرة. 
الخلايا حقيقية النواة (Eukryotic cell)، من جهة أخرى، تتكون الخلايا حقيقية النواة من ثلاث أجزاء رئيسية هي:
- الغشاء الخلوي
- النواة
- السيتوبلازم
- الهيكل الخلوي

أما الأجزاء الأخرى في داخل الخلية والتي تكون عادة معلقة في الهيولي فتشمل:
- الشبيكة البلازمية
- أجسام جولجي
- الجسيمات الحالة
- الميتوكندريا
- البلاستيدات الخضراء (بالنسبة الخلايا النباتية)